# Banovići
Banovići is een stad en gemeente in het noordoosten van Bosnië en Herzegovina. De intensieve ontwikkeling van Banovići begon na het voltooien van het spoorweg Brčko-Banovići in het jaar 1946. Door de goede kwaliteit ervan is de bruinkool uit Banovići bekend door heel Europa.

## Geografie
De gemeente Banovići is gelegen vlak bij het Konjuh gebergte. De stad van Banovići is gebouwd op de dijken van de Litva rivier. De gemiddelde hoogte ervan is 332 meter boven zeeniveau. De gemeente beslaat een gebied van 185 km2 en bestaat uit de volgende nederzettingen:
Grad I, Grad II, Grad III, Banovići Selo, Repnik, Podgorje, Grivice, Treštenica, Tulovići, Oskova, Željova, Omazići, Lozna, Seona, Aljkovići, Pribitkovići, Brezovača, Bučik. Volgens de census van 1991 had de gemeente 26507 inwoners, waarvan 72% Bosniakken, 17% Serviers, 2% Kroaten en 9% overig. Volgens schattingen uit het jaar 2000 was de bevolking van Banovići 29.000 en bestond een groot deel ervan uit vluchtelingen.

## Geschiedenis
De intensieve ontwikkeling van Banovići begint na het voltooien van het spoorweg Brčko-Banovići in het jaar 1946. Dat jaar waren er nog maar een paar huizen te vinden en vijf jaar later had de stad al 4611 inwoners. De nederzetting groeide snel uit tot een moderne stad. Dit had het te danken aan de exploitatie van bruinkool en de bouw van een groot aantal fabrieken in onder andere de metaalindustrie, alsook aan een moderne autoweg tussen Živinice en Zavidovići. Dankzij de hoge kwaliteit ervan is de bruinkool afkomstig uit dit gebied bekend door heel Europa. De exploitatie van bruinkool is de basis voor de verdere ontwikkeling van Banovići en het Tuzla (kanton).

## Cultuur
Het gebouw "Radnički Dom" (Arbeiders Centrum) is het centrum van culturele gebeurtenissen. In het gebouw is onder andere de lokale radiozender, stadsbibliotheek, theater en een restaurant gevestigd.
De bioscoop is enkele jaren terug vernieuwd en is nu open onder de naam BKC (Bosanski Kulturni Centar/Bosnisch Cultureel Centrum). Hier vinden ook veel culturele gebeurtenissen plaats.
Het jeugdcentrum "Pinkland" is gebouwd in 1995 om de sociale, culturele en recreatieve gaten op te vangen die ontstaan waren door de Bosnische Oorlog. In het centrum kunnen computerlessen, muzieklessen, schilderlessen en danslessen gevolgd worden. Ook kan er worden gesport en worden er zomerkampen en picknicks gehouden door de ruim 1600 leden. Het centrum werkt ook samen met lokale scholen, sociale autoriteiten, politie en NGO's

## Demografie
| Jaar census        | 1991            | 1981            | 1971            |
| ------------------ | --------------- | --------------- | --------------- |
| Bosniakken         | 19.162 (72,06%) | 16.440 (68,94%) | 14.409 (70,86%) |
| Serviërs           | 04.514 (16,97%) | 04.046 (16,96%) | 04.441 (21,84%) |
| Kroaten            | 00.550 (2,06%)  | 00.728 (3,05%)  | 00.919 (4,51%)  |
| Joegoslaven        | 01.928 (7,25%)  | 02.255 (9,45%)  | 00.363 (1,78%)  |
| Overig en onbekend | 00.436 (1,63%)  | 00.377 (1,58%)  | 00.202 (0,99%)  |
| Totaal             | 26.590          | 23.846          | 20.334          |

### Heden
In 2003 had de gemeente 28918 inwoners waarvan 95% Bosniakken.
In 2005 waren naar schatting 98% van de inwoners etnische Bosniakken.

## Fotogalerij

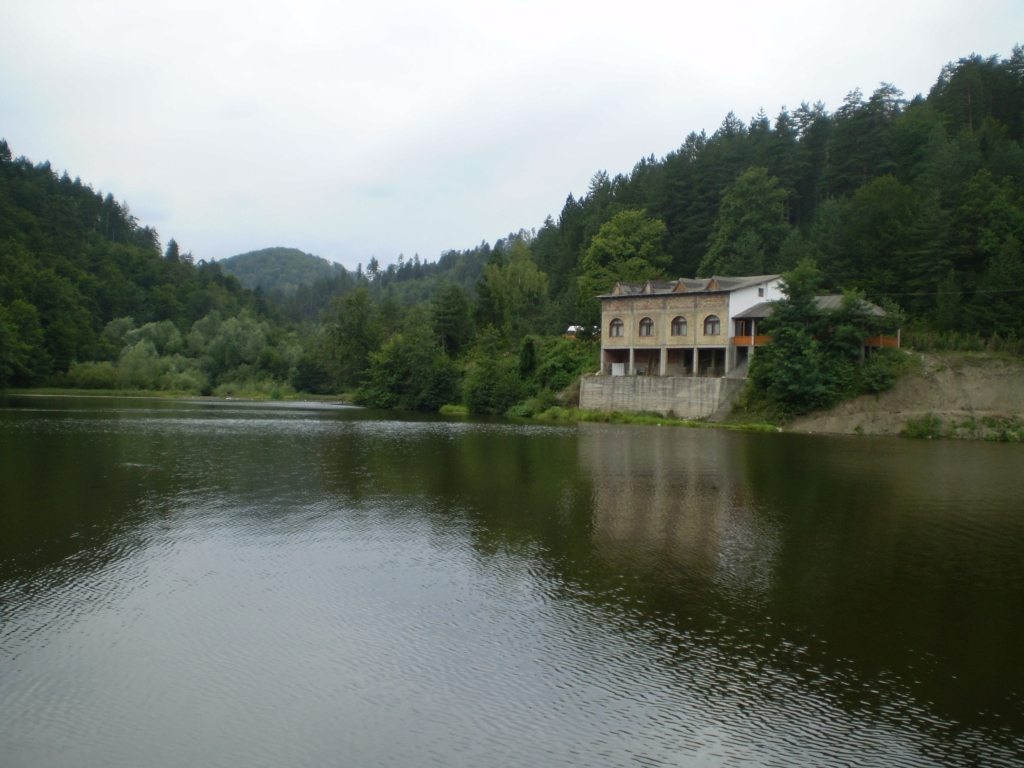
Het meer Breštica
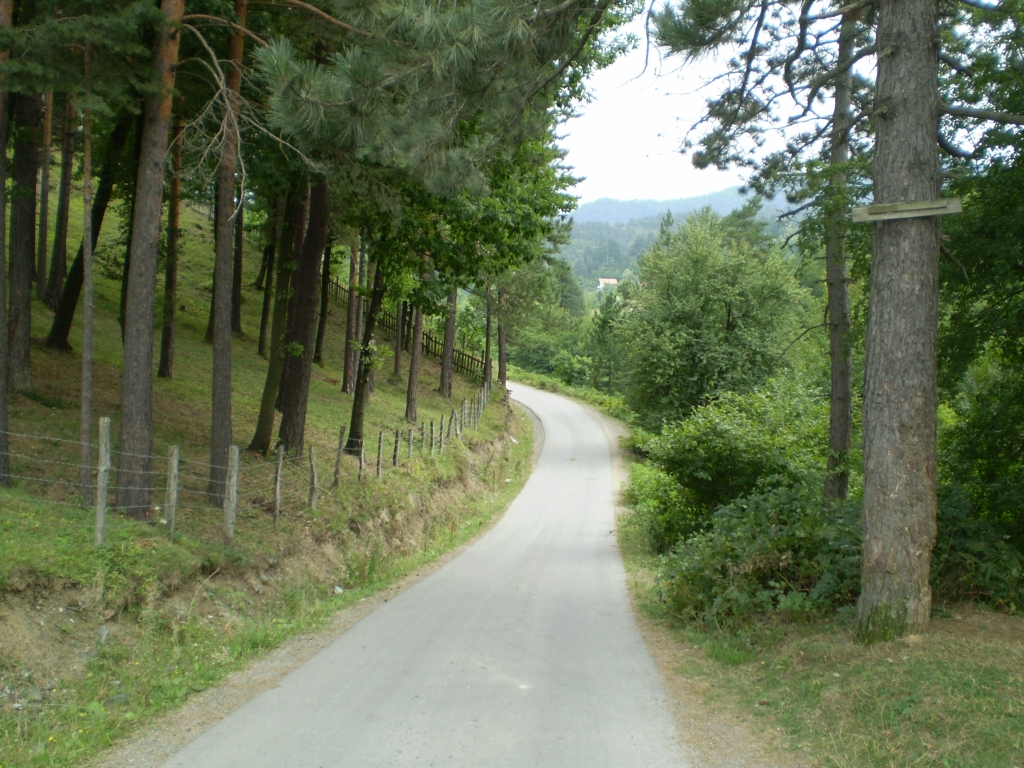
Het dorp Nasubašići